# 37 км (зупинний пункт)
37 кіломе́тр (також 36 км) — пасажирська зупинна залізнична платформа Лиманської дирекції Донецької залізниці (до грудня 2014 р. Ясинуватська дирекція.
Розташована на північному заході м. Курахове, Покровський район, поблизу також с. Берестки, Покровський район, Донецької області на лінії Рутченкове — Покровськ між станціями Роя (5 км) та Цукуриха (11 км).
У 70-ті роки ХХ століття — на початку XXI століття пасажирообіг цієї зупинки був достатньо великим. Через військову агресію Росії на сході України транспортне сполучення припинене.

## Історія
У районі сучасної зупинки 37 км до революції 1917 року передбачався пост колійників Вовча (кар'єр 35 верста). Пост відомий тим, що в 1911—1914 і 1921—1924 роках залізничне керівництво мало намір облаштувати під'їзної колії звідси до шахт Іллінки, Курахівки, Селидівки. Дореволюційну назву роздільному пункту дала річка Вовча, радянську - баластний кар'єр Катерининської залізниці, до якого від посту 37 версти (район зупинниого пункту 38 км) залізниці Рутченковое - Гришине була окрема стрілка (обмеження швидкості - 10 верст на годину).
Див. також: Рудниково-Лозівська залізниця. 